# Conseil national tchécoslovaque
 (juin 2018).

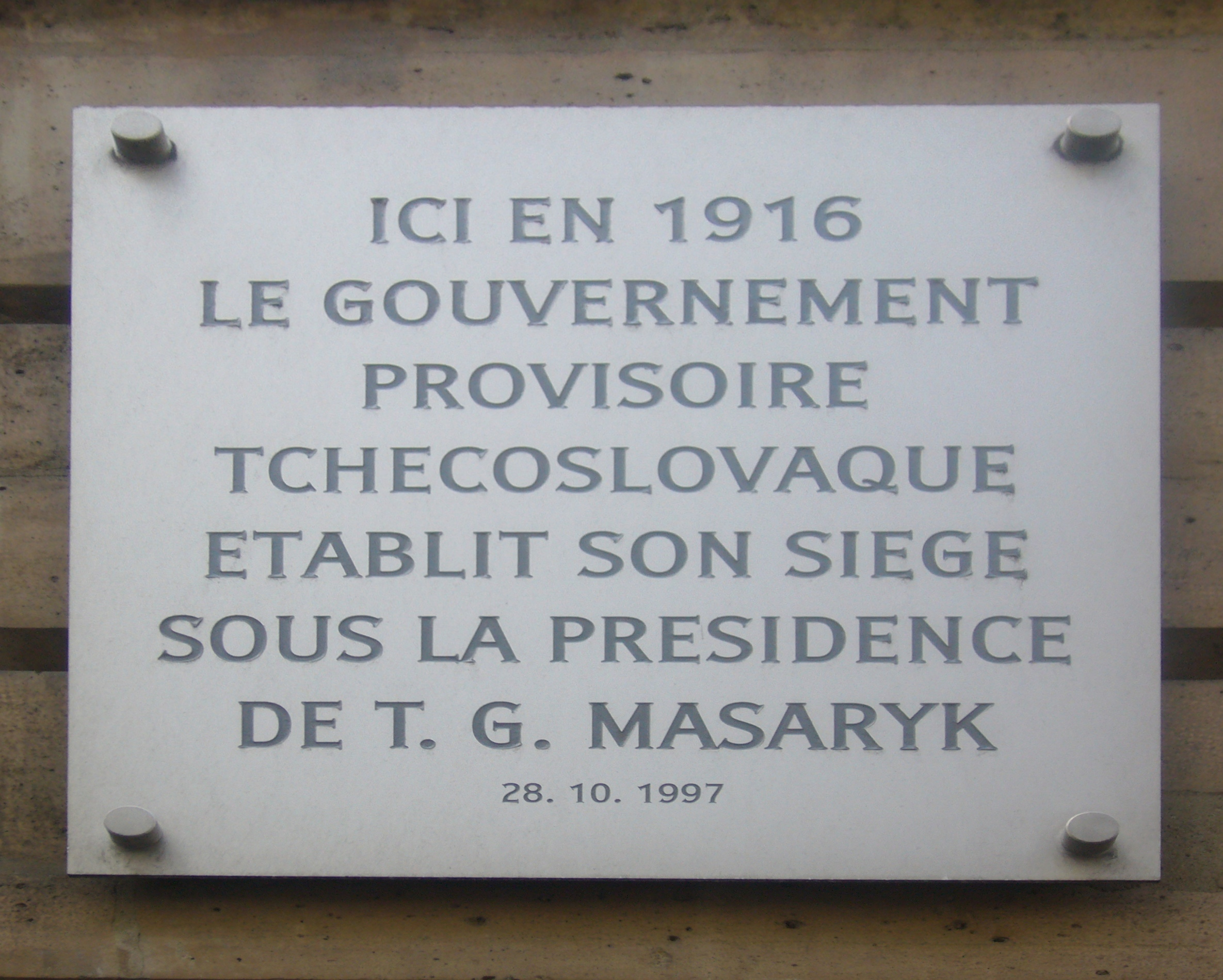
Plaque au no 18 rue Bonaparte (6e arrondissement de Paris), siège du conseil national en 1916. Posée en 1996, elle est remplacée en 2016.

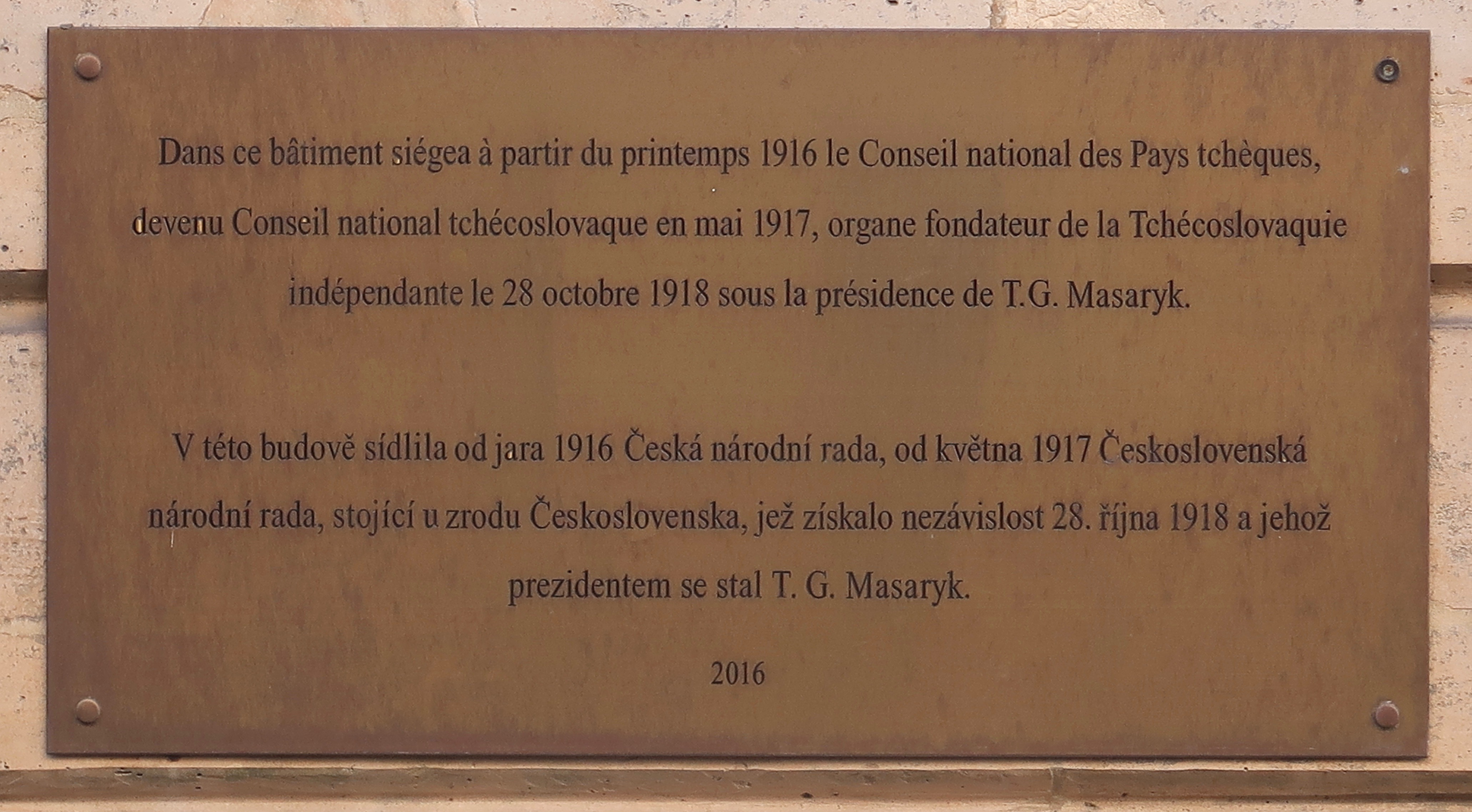
Nouvelle plaque.

Le conseil national tchécoslovaque (ou conseil national des pays tchèques), créé à Paris en 1916, est une étape décisive de la création de la Première république tchécoslovaque.

## Historique
Il est fondé par Tomáš Masaryk, Edvard Beneš et Milan Stefanik à Paris en 1916, avec le soutien de Louise Weiss, dans le contexte de la Première Guerre mondiale. Louise Weiss défend alors la cause tchécoslovaque dans la revue Radical puis plus tard dans La Revue de Paris.
À la fin de la guerre, de juin à septembre 1918, le Conseil est progressivement reconnu par les gouvernements de la France, du Royaume-Uni, des États-Unis et du Japon comme le représentant officiel du prochain État tchécoslovaque. Le 14 octobre 1918, le Conseil est transformé en un gouvernement tchèque-slovaque temporaire à Paris. Par la suite, le Conseil émet le 28 octobre 1918 la « déclaration de Washington », proclamant la « déclaration d'indépendance de la nation tchèque-slovaque par son gouvernement temporaire ». Le 14 novembre 1918 est créé le premier gouvernement de la République tchèque.

## Source
- Jean-Philippe Namont, « La colonie tchécoslovaque en France pendant la première guerre mondiale », Guerres mondiales et conflits contemporains, no 216,‎ avril 2004, p. 41-57 (DOI 10.3917/gmcc.216.0041, lire en ligne)
- Marie-Noëlle Snider-Giovannone, Les Forces alliées et associées en Extrême-Orient, 1918-1920. Les soldats austro-hongrois (thèse), Poitiers, Université de Poitiers, 2015 (lire en ligne)